# Фрейзер-Велі
Регіональний округ Фрейзер-Велі (англ. Fraser Valley) — регіональний округ в Канаді, у провінції Британська Колумбія.

## Населення
За даними перепису 2016 року, регіональний округ нараховував 295934 жителів, показавши зростання на 6,6%, у порівнянні з 2011-м роком. Середня густина населення становила 22,2 осіб/км².
З офіційних мов обидвома одночасно володіли 13 175 жителів, тільки англійською — 268 855, тільки французькою — 65, а 9 015 — жодною з них. Усього 62,040 осіб вважали рідною мовою не одну з офіційних, з них 210 — одну з корінних мов, а 505 — українську.
Працездатне населення становило 63,4% усього населення, рівень безробіття — 6,7% (6,5% серед чоловіків та 7% серед жінок). 84,7% були найманими працівниками, 13,4% — самозайнятими.
Середній дохід на особу становив $40 277 (медіана $30 526), при цьому для чоловіків — $48 839, а для жінок $32 084 (медіани — $39 569 та $24 367 відповідно).
33,9% мешканців мали закінчену шкільну освіту, не мали закінченої шкільної освіти — 20,8%, 45,3% мали післяшкільну освіту, з яких 30,3% мали диплом бакалавра, або вищий, 740 осіб мали науковий ступінь.
| Статево-вікова структура населення | Статево-вікова структура населення | Статево-вікова структура населення | Статево-вікова структура населення | Статево-вікова структура населення |
| ---------------------------------- | ---------------------------------- | ---------------------------------- | ---------------------------------- | ---------------------------------- |
|                                    |                                    |                                    |                                    |                                    |
| Всього                             | Всього                             | 49,6%50,4%                         |                                    |                                    |
| 0 — 14 років                       | 0 — 14 років                       |                                    | 18,1%                              | 18,1%                              |
| 15 — 64 років                      | 15 — 64 років                      |                                    | 63,9%                              | 63,9%                              |
| 65 і більше                        | 65 і більше                        |                                    | 18%                                | 18%                                |
| 85 і більше                        | 85 і більше                        |                                    | 2,4%                               | 2,4%                               |
| 100 і більше                       | 100 і більше                       |                                    | 0%                                 | 0%                                 |
| Середній вік (років)               | Середній вік (років)               | 40,041,8                           | 40,9                               | 40,9                               |
| Медіана (років)                    | Медіана (років)                    | 40,042,3                           | 41,2                               | 41,2                               |
| — чоловіки — жінки                 |                                    |                                    |                                    |                                    |

| Походження мешканців:     | Походження мешканців:     | Походження мешканців: | Походження мешканців: | Походження мешканців: |
| ------------------------- | ------------------------- | --------------------- | --------------------- | --------------------- |
| Походження                |                           |                       | осіб                  | %                     |
| Корінні американці        | Корінні американці        |                       | 23 865                | 8.26%                 |
| Інше північноамериканське | Інше північноамериканське |                       | 67 860                | 23.5%                 |
| Європейське               | Європейське               |                       | 202 095               | 69.99%                |
| британське                | британське                |                       | 125 040               | 43.3%                 |
| французьке                | французьке                |                       | 26 890                | 9.31%                 |
| українське                | українське                |                       | 16 680                | 5.78%                 |
| Карибське                 | Карибське                 |                       | 1 325                 | 0.46%                 |
| Латинськоамериканське     | Латинськоамериканське     |                       | 4 400                 | 1.52%                 |
| Африканське               | Африканське               |                       | 3 170                 | 1.1%                  |
| Азійське                  | Азійське                  |                       | 54 630                | 18.92%                |
| Океанійське               | Океанійське               |                       | 1 730                 | 0.6%                  |

| Зайнятість населення за галузями (за класифікацією NOC): | Зайнятість населення за галузями (за класифікацією NOC): | Зайнятість населення за галузями (за класифікацією NOC): | Зайнятість населення за галузями (за класифікацією NOC): | Зайнятість населення за галузями (за класифікацією NOC): |
| -------------------------------------------------------- | -------------------------------------------------------- | -------------------------------------------------------- | -------------------------------------------------------- | -------------------------------------------------------- |
|                                                          |                                                          |                                                          |                                                          |                                                          |
| Управління                                               | Управління                                               |                                                          | 10,5%                                                    | 10,5%                                                    |
| Бізнес, фінанси та адміністрування                       | Бізнес, фінанси та адміністрування                       |                                                          | 13,2%                                                    | 13,2%                                                    |
| Природничі та прикладні науки                            | Природничі та прикладні науки                            |                                                          | 3,8%                                                     | 3,8%                                                     |
| Охорона здоров'я                                         | Охорона здоров'я                                         |                                                          | 6,4%                                                     | 6,4%                                                     |
| Освіта, правозахист, муніципальні та урядові служби      | Освіта, правозахист, муніципальні та урядові служби      |                                                          | 10,9%                                                    | 10,9%                                                    |
| Мистецтво, культура, відпочинок та спорт                 | Мистецтво, культура, відпочинок та спорт                 |                                                          | 2,2%                                                     | 2,2%                                                     |
| Роздрібна торгівля та послуги                            | Роздрібна торгівля та послуги                            |                                                          | 22,4%                                                    | 22,4%                                                    |
| Гуртова торгівля, транспорт та обладнання                | Гуртова торгівля, транспорт та обладнання                |                                                          | 20,4%                                                    | 20,4%                                                    |
| Природні ресурси, сільське господарство                  | Природні ресурси, сільське господарство                  |                                                          | 5,2%                                                     | 5,2%                                                     |
| Виробництво                                              | Виробництво                                              |                                                          | 5%                                                       | 5%                                                       |

## Населені пункти
До складу регіонального округу входять міста Чилівак, Абботсфорд (Британська Колумбія), муніципалітети Кент, Гоуп, Мішн, село Гаррісон-Гот-Спрінгс, індіанські резервації Чеаліс 5, Чеам 1, Чаватіл 4, Камус 4, Тсеата 2, Пітерс 1, Тіпела 7, Сібьорд-Айленд, Копчитчин 2, Сковліц 1, Попкам 1, Шкам 2, Шеловат 1, Лакаамен 11, Такквіовум 1, Бостон-Бар 1A, Квавквавапілт 6, Матскі-Мейн 2, Альберт-Флет 5, Цічтен 13, Седдл-Рок 9, Скавкум-Крік 3, Спацум 1, Інкатсаф 6, Оаміл 1, Стуллавітс 8, Айчеліч 9, Дуґлас 8, Спеюм 3, Лаксітсіссум 9, Бактам 4, Пукатолетчін 11, Голачтен 8, Скавалук 1, Скукамчак 4, Сква 4, Сквала 2, Сквалі 3, Сквей 5, Сквеам 10, Аппер-Сумас 6, Яквіквіюс 12, Єль-Таун 1, Сувалі 14, Бутройд 13, а також хутори, інші малі населені пункти та розосереджені поселення.

## Клімат
Середня річна температура становить 9,4°C, середня максимальна – 20,9°C, а середня мінімальна – -3,9°C. Середня річна кількість опадів – 1 681 мм.
| Клімат поселення                              | Клімат поселення | Клімат поселення | Клімат поселення | Клімат поселення | Клімат поселення | Клімат поселення | Клімат поселення | Клімат поселення | Клімат поселення | Клімат поселення | Клімат поселення | Клімат поселення | Клімат поселення |
| Показник                                      | Січ.             | Лют.             | Бер.             | Квіт.            | Трав.            | Черв.            | Лип.             | Серп.            | Вер.             | Жовт.            | Лист.            | Груд.            |                  |
| Середній максимум, °C                         | 6,73             | 8,51             | 10,86            | 13,71            | 17,00            | 19,91            | 20,08            | 20,91            | 17,72            | 13,19            | 8,46             | 5,32             |                  |
| Середня температура, °C                       | 1,44             | 3,23             | 5,57             | 8,42             | 11,72            | 14,63            | 17,08            | 17,89            | 14,71            | 10,18            | 5,44             | 2,29             |                  |
| Середній мінімум, °C                          | −3,86            | −2,07            | 0,28             | 3,14             | 6,42             | 9,33             | 14,06            | 14,89            | 11,68            | 7,17             | 2,44             | −0,73            |                  |
| Норма опадів, мм                              | 233              | 164              | 151              | 115              | 90               | 74               | 54               | 52               | 88               | 181              | 255              | 224              |                  |
| Середньомісячна швидкість вітру, м/с          | 2.50             | 2.46             | 2.60             | 2.65             | 2.54             | 2.56             | 2.46             | 2.22             | 1.98             | 2.07             | 2.37             | 2.45             |                  |
| Середньомісячна сонячна радіація, кДж/м²·день | 3229             | 6263             | 10144            | 15256            | 18912            | 20371            | 21689            | 18639            | 13251            | 7235             | 3572             | 2522             |                  |
| --------------------------------------------- | ---------------- | ---------------- | ---------------- | ---------------- | ---------------- | ---------------- | ---------------- | ---------------- | ---------------- | ---------------- | ---------------- | ---------------- | ---------------- |
| Джерело:                                      |                  |                  |                  |                  |                  |                  |                  |                  |                  |                  |                  |                  |                  |